# Dimos Orestida
Dimos Orestida (Orestida, Argos Orestiko) är en kommun i Grekland.   Den ligger i prefekturen Nomós Kastoriás och regionen Västra Makedonien, i den norra delen av landet, 300 km nordväst om huvudstaden Aten. Antalet invånare är 13 479.